# جابان (دیکله)
جابان یکی از روستاهای استان آذربایجان شرقی است که در دهستان دیکله بخش مرکزی شهرستان هوراند واقع شده‌است. این روستا ۷۱ نفر جمعیت دارد.